# Дживани
Дживани́ (арм. Ջիվանի, настоящее имя Серо́б Степа́нович Левоня́н; 1846, Карцахи, Ахалцихский уезд, Кутаисская губерния — 5 марта 1909, Тифлис) — армянский поэт, музыкант и ашуг.

## Биография
Родился в селе Карцахи (Карзах), вблизи города Ахалкалаки, в семье земледельца. В возрасте 8 лет Дживани остался сиротой. Воспитывался в семье дяди. Основам музыкального искусства, игре на кяманче и скрипке, а также народным песням обучался в родном селе, у видного мастера Гара-Газара.
В 1866 году в село Карцах прибыл молодой ашуг Сазаин (Агаджан). Вместе с ним Дживани переезжает в Тифлис. Музыкальная деятельность ашуга началась в Тифлисе, а затем (с 1868 по 1895 год) продолжилась в Александрополе (совр. Гюмри). Жил в Тифлисе с 1895 до своей смерти.
В Александрополе Дживани был окружён группой единомышленников, певцов-ашугов (Джамали, Шагрин, Малул, Гейрати, Физаи). За свой талант получил признание и титул устабаши (главный мастер). С большим успехом группа ашугов исполняла свои песни по всему региону: в Тифлисе, Батуми, Баку, Шуше, Карсе и в других городах Закавказья.
Творчество Дживани более разностороннее, более разнообразное, чем творчество его современников. Он является автором 800 (по другим источникам — до 1000) произведений. Дживани был хорошо знаком с армянской литературой XIX века; она оказала сильное влияние на его творчество. Его поэзия характеризуется особенной чистотой армянского языка; поэт избегал характерных для других ашугов (напр. Саят-Нова) частых заимствований из чужих языков (таких как фарси, арабский или турецкий).
В своих песнях Дживани описывал нищету и бесправие («Крестьянская жизнь», «Рабочий» и др.), осуждал угнетателей, изображал борьбу армянского народа против иноземцев, воспевал братство народов. Для многих песен ашуга («В эту ночь», «Как дни зимы», «Серна», «Холостяк и женатый», «Простак-воробей») характерны приёмы традиционной восточной поэзии. Многие песни Дживани стали народными («Мать», «О, красавица», «У родника» и др.). В период с 1870 по 1890 годы на смену лирическим, романтическим произведениям, характерным для ашугов, в творчество Дживани приходят песни сопротивления и социального протеста — ироничные, обличительные и сатирические.
Мелодии Дживани использовали в своём творчестве композиторы Кристапор Кара-Мурза и Комитас.
Похоронен ашуг в Пантеоне Ходживанка в Тбилиси. В Карцахе работает Дом-музей ашуга Дживани.

## Образец поэзии
Одним из наиболее известных и исполняемых произведений Дживани является песня «Придут — уйдут» (арм. Կուգան ու կերթան), написанная в 1892 году.
| Оригинал на армянском | Перевод В. Я. Брюсова |
| … Կուգան ու կերթան … | … Придут — уйдут … |
| Ձախորդ օրերը ձմռան նման կուգան ու կերթան, Վհատելու չէ, վերջ կունենան, կուգան ու կերթան. Դառն ցավերը մարդու վերա չեն մնա երկար, Որպես հաճախորդ շարվեշարան կուգան ու կերթան։ Փորձանք, հալածանք և նեղություն ազգերի գլխից Ինչպես ճանապարհի քարավան կուգան ու կերթան, Աշխարհը բուրաստան է հատուկ, մարդիկը ծաղիկ, Ո~րքան մանուշակ, վարդ բալասան կուգան ու կերթան։ Ոչ ուժեղը թող պարծենա, ոչ տկարը տխրի, Փոփոխակի անցքեր զանազան կուգան ու կերթան, Արևը առանց վախենալու ցայտում է լույսը, Ամպերը դեպի աղոթարան կուգան ու կերթան։ Երկիրը ուսյալ զավակին է փայփայում մոր պես, Անկիրթ ցեղերը թափառական կուգան ու կերթան. Աշխարհը հյուրանոց է, Ջիվան, մարդիկը հյուր են, Այսպես է կանոնը բնական, կուգան ու կերթան։ | Как дни зимы, дни неудач недолго тут: придут — уйдут. Всему есть свой конец, не плачь! Что бег минут: придут — уйдут… Тоска потерь пусть мучит нас; но верь, что беды лишь на час: Как сонм гостей, за рядом ряд, они снуют: придут — уйдут Обман, гонение, борьба и притеснение племён, Как караваны, что под звон в степи идут: придут — уйдут. Мир — сад, и люди в нём — цветы! но много в нём увидишь ты Фиалок, бальзаминов, роз, что день цветут: придут — уйдут. Итак, ты, сильный, не гордись! итак, ты, слабый, не грусти! События должны идти, творя свой суд: придут — уйдут. Смотри: для солнца страха нет скрыть в тучах свой палящий свет, И тучи, на восток спеша, плывут, бегут: придут — уйдут. Земля ласкает, словно мать, учёного, добра, нежна; Но диких бродят племена, они живут: придут — уйдут… Весь мир — гостиница, Дживан! А люди — зыбкий караван! И всё идет своей чредой: любовь и труд, — придут — уйдут. |

## Издания сочинений
До 1880 года произведения Дживани издавались в различных печатных изданиях, а в 1882 году были опубликованы отдельным сборником. Отдельные произведения Дживани, имеющие большое художественное значение, неоднократно переводились на русский язык. На сегодняшний день хорошо известно и опубликовано более 1000 песен и более 100 мелодий Дживани.

## Память
- Почтовая марка Армении, выпущенная в честь 90-летия Дживани.

- В июле 1996 года в центре Карцаха был воздвигнут монумент Дживани[6].

- В 1997 году в Ереване была открыта Ашугская школа имени Дживани[7].
- В Ахалкалаки в 2006 году был открыт памятник Дживани[8].
- В 2006 году в Гюмри была установлена статуя гусанам Шераму и Дживани напротив городского парка[9].

- В Гюмри была названа улица именем Дживани[10].
- В Ахалкалаки в честь ашуга назван район, именуемый «Массив Дживани».
- 27 августа 2016 года в Карцахе был открыт дом-музей ашуга Дживани[11].